# Pucciniales
Ordre
Les Pucciniales (anciennement Uredinales) sont un ordre de champignons basidiomycètes de la classe des Pucciniomycetes.
Les espèces de l'ordre des Pucciniales sont toutes des parasites obligatoires, pathogènes des plantes vasculaires, responsables de la plupart des maladies appelées « rouilles ». On dénombre environ 7000 espèces réparties en 150 genres et 13 familles.

## Liste des familles
Selon Catalogue of Life (3 novembre 2014) :
- famille des Chaconiaceae
- famille des Coleosporiaceae
- famille des Cronartiaceae
- famille des Melampsoraceae
- famille des Mikronegeriaceae
- famille des Incertae sedis
- famille des Phakopsoraceae
- famille des Phragmidiaceae
- famille des Pileolariaceae
- famille des Pucciniaceae
- famille des Pucciniastraceae
- famille des Pucciniosiraceae
- famille des Raveneliaceae
- famille des Uncolaceae
- famille des Uropyxidaceae

Selon ITIS (3 novembre 2014) :
- famille des Chaconiaceae
- famille des Coleosporiaceae
- famille des Cronartiaceae
- famille des Melampsoraceae
- famille des Mikronegeriaceae
- famille des Phakopsoraceae
- famille des Phragmidiaceae
- famille des Pileolariaceae
- famille des Pucciniaceae
- famille des Pucciniastraceae
- famille des Pucciniosiraceae
- famille des Raveneliaceae
- famille des Uncolaceae
- famille des Uropyxidaceae